# Stereohypnum macrodontium
Stereohypnum macrodontium là một loài Rêu trong họ Hypnaceae. Loài này được (Hornsch.) M. Fleisch. mô tả khoa học đầu tiên năm 1908.